# Murphysboro (Illinois)
Murphysboro je grad u američkoj saveznoj državi Ilinois. Prema popisu stanovništva iz 2010. u njemu je živjelo 7.970 stanovnika.